# Richard Boleslawski
Richard Boleslavski (4 de febrero de 1889-17 de enero de 1937) fue un director y actor teatral y cinematográfico, además de profesor de interpretación, de origen polaco.

## Biografía
Su verdadero nombre era Bolesław Ryszard Srzednicki, y nació en Dębowa Góra, Polonia, en aquella época parte del Imperio Ruso. Graduado en la Escuela de Oficiales de Caballería de Tver, se formó como actor en el Teatro de Arte de Moscú bajo la batuta de Konstantín Stanislavski y Leopold Sulerzhitsky, familiarizándose allí con el 'sistema'.
Durante la Primera Guerra Mundial, Boleslavski luchó como teniente de caballería en el ejército zarista hasta la caída del Imperio Ruso. Tras la revolución de 1917 dejó Rusia y fue a su nativa Polonia, donde dirigió sus primeras películas. Como su nombre de nacimiento era de difícil pronunciación, adoptó el de Ryszard Bolesławski. Su film Cud nad Wisłą fue una producción semidocumental sobre la Batalla de Varsovia, en la que los polacos obtuvieron la victoria frente a las superiores fuerzas soviéticas durante la guerra polaco-soviética de 1919-1921.  
En 1922 Boleslavski actuó en Die Gezeichneten, una película muda alemana dirigida por el danés Carl Theodor Dreyer. En los años 1920 emigró a Nueva York, donde fue conocido como "Richard Boleslavsky", empezando a enseñar el sistema de Stanislavski (el cual, en Estados Unidos, evolucionaría en El Método) con otra emigrada, Maria Ouspenskaya. En 1923 fundó el American Laboratory Theatre en Nueva York, contando, entre otros estudiantes, con Lee Strasberg, Stella Adler y Harold Clurman, miembros fundadores del Group Theatre (1931–1940), el primer conjunto de actores de los Estados Unidos que utilizaron las técnicas de Stanislavski.
Contratado en Hollywood como director cinematográfico, Boleslavski hizo varias destacadas cintas con algunas de las más importantes estrellas del momento, como Men in White (1934), con Clark Gable, The Painted Veil (1934), con la ya conocida Greta Garbo, Les Misérables (1935), con Charles Laughton, Metropolitan (1935). Las últimas fueron:  The Garden of Allah (1936), con Marlene Dietrich y Charles Boyer, Theodora Goes Wild (1936), con Irene Dunne, y finalmente El último adiós a la señora Cheyney (The Last of Mrs. Cheyney, 1937), con Joan Crawford, que tuvo que concluir George Marshall.
Pues su fallecimiento en Hollywood, California, se produjo en 1937, poco antes de cumplir los 48 años de edad. Fue enterrado en el Cementerio Calvary de Los Ángeles. Boleslavski había estado casado tres veces, y tenía un hijo, Jan, nacido de la unión con su tercera esposa, Norma.
Por su contribución a la industria cinematográfica, a Boleslavski se le concedió una estrella en el Paseo de la Fama de Hollywood, en el 7021 de Hollywood Boulevard.

## Filmografía
| Año  | Película                                                       | Cometido                | Notas                                             | Ref.   |
| ---- | -------------------------------------------------------------- | ----------------------- | ------------------------------------------------- | ------ |
| 1937 | El último adiós a la señora Cheyney (The Last of Mrs. Cheyney) | Director                | Boleslawski falleció antes de completar la cinta. | [ 2 ]  |
| 1936 | Los pecados de Teodora                                         | Director                |                                                   | [ 3 ]  |
| 1936 | El jardín de Alá                                               | Director                |                                                   | [ 4 ]  |
| 1930 | Tres desalmados                                                | Director                |                                                   | [ 5 ]  |
| 1935 | Velada de ópera                                                | Director                |                                                   | [ 6 ]  |
| 1935 | Sangre de circo                                                | Director                |                                                   | [ 7 ]  |
| 1935 | Los miserables                                                 | Director                |                                                   | [ 8 ]  |
| 1935 | Clive de la India                                              | Director                |                                                   | [ 9 ]  |
| 1934 | El velo pintado                                                | Director                |                                                   | [ 10 ] |
| 1934 | La espía número 13                                             | Director                | Acreditado como Richard Boleslavsky.              | [ 11 ] |
| 1934 | Una fiesta en Hollywood                                        | Director                | Sin acreditar.                                    | [ 12 ] |
| 1934 | Hombres de blanco                                              | Director                | Acreditado como Richard Boleslavsky.              | [ 13 ] |
| 1934 | El misterioso Sr. X                                            | Director                | Sin acreditar.                                    | [ 14 ] |
| 1934 | Amantes fugitivos                                              | Director                | Acreditado como Richard Boleslavsky.              | [ 15 ] |
| 1933 | Belleza en venta                                               | Director                | Acreditado como Richard Boleslavsky.              | [ 16 ] |
| 1933 | Tempestad al amanecer                                          | Director                | Acreditado como Richard Boleslavsky.              | [ 17 ] |
| 1932 | Rasputín y la zarina                                           | Director                | Acreditado como Richard Boleslavsky.              | [ 18 ] |
| 1932 | La reina Kelly                                                 | Director                | Sin acreditar.                                    | [ 19 ] |
| 1931 | El diplomático gay                                             | Director                | Acreditado como Richard Boleslavsky.              | [ 20 ] |
| 1930 | El último lobo solitario                                       | Director                | Acreditado como Richard Boleslavsky.              | [ 21 ] |
| 1930 | El gran desfile                                                | Director de coreografía | Solo dirigió el número musical.                   | [ 22 ] |

Películas dirigidas por Richard Boleslavski:

### En Rusia
- Tri Vstrechi
- Khlieb (1918)

### En Polonia
- Bohaterstwo Polskiego Skauta (1920)
- Cud nad Wisłą (1921)